# Rivoluzione militare
La locuzione rivoluzione militare si riferisce ad un radicale cambiamento nella tecnologia e nelle strategie e tattiche militari, avvenuti tra il medioevo e l'età moderna, che influirono sulle forme di governo in Europa e favorirono l'inizio del dominio coloniale europeo nel mondo.
Negli anni novanta del XX secolo il concetto fu ripreso e modificato dallo storico Geoffrey Parker, che aggiunse altri aspetti della rivoluzione militare e ne trattò i suoi effetti a scala globale.

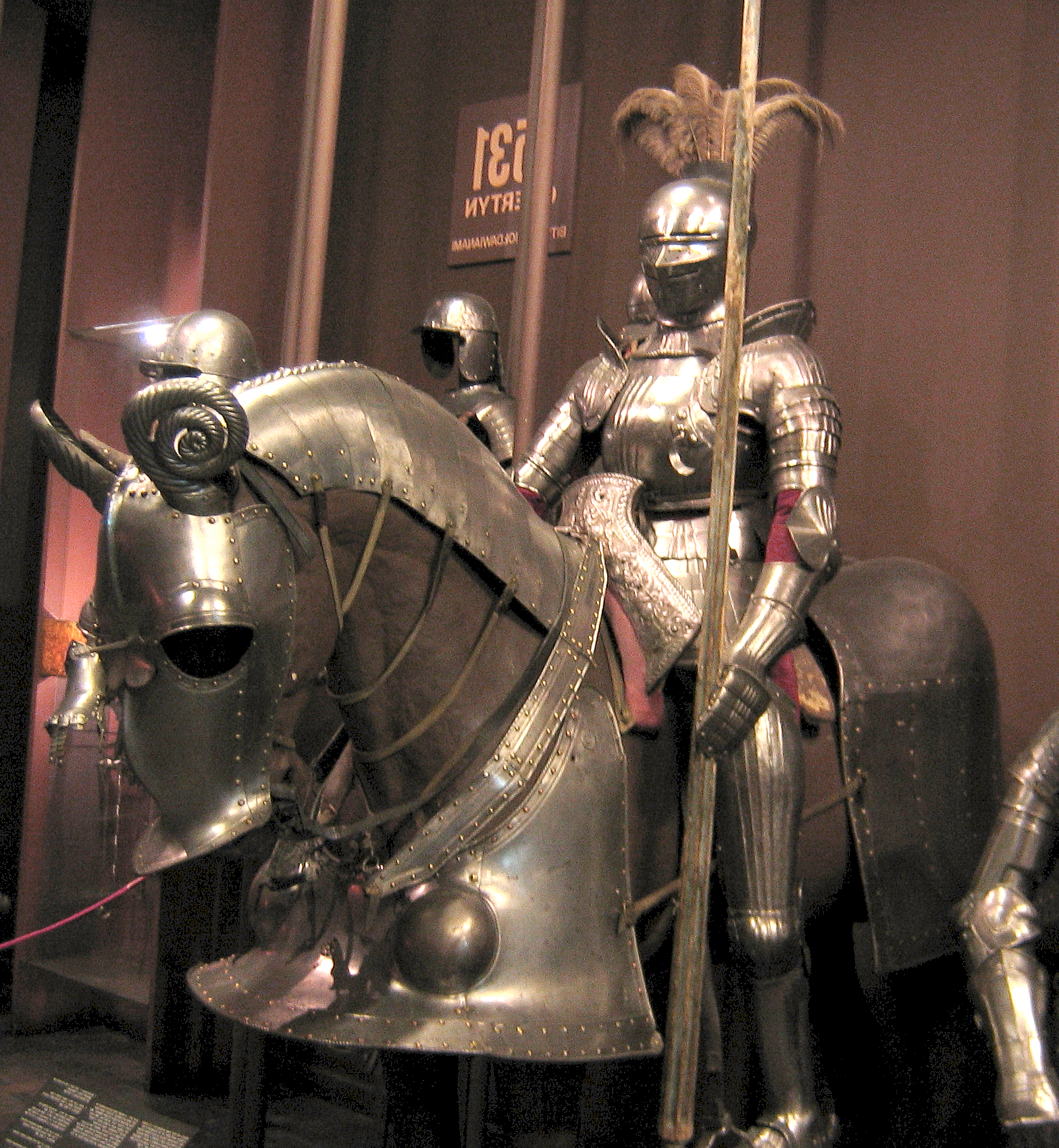
Armatura dell'inizio del XVI secolo a piastre completa.

## Le origini dell'espressione
L'espressione venne introdotta per la prima volta da Michael Roberts negli anni cinquanta come risultato dei suoi studi sull'Impero Svedese (1560–1660) e sui cambiamenti nella condotta delle guerre portati dalla diffusione delle armi da fuoco. Roberts collegò lo sviluppo delle tecnologie militari con i grandi cambiamenti storici, ritenendo che i cambiamenti nelle tattiche, addestramento e dottrina militare assunti dagli eserciti olandesi e svedesi nel periodo 1560–1660, che massimizzavano l'uso delle armi da fuoco, portarono ad avere delle truppe più addestrate e quindi ad eserciti permanenti. Questi cambiamenti ebbero conseguenze politiche per la necessità di supportare con un apparato amministrativo e nuove istituzioni governative le ingenti spese e l'impegno organizzativo dovuto al mantenimento in guerra di grandi armate. 
(Michael Roberts, in Was There a Military Revolution in Early Modern Europe? di Jeremy Black)
Roberts. Il 21 gennaio del 1955 tenne una relazione presso l'università Queen's University of Belfast che fu poi pubblicata come The Military Revolution, 1560–1660. Il testo diede inizio ad un dibattito fra gli storici dell'età moderna che in cinquant'anni ha portato a una definizione e discussione del termine. Nonostante alcuni storici abbiano contrastato le conclusioni di Roberts, è rimasto un generale consenso sul fatto che i metodi e le tattiche della guerra in Europa cambiarono radicalmente all'inizio dell'età moderna.
Roberts pone la Rivoluzione Militare nel periodo 1560–1660 che fu il periodo in cui fu sviluppata la tattica delle sottili linee di moschettieri per massimizzare l'impatto delle armi da fuoco; tuttavia questa collocazione temporale è stata contestata da molti studiosi. Ayton e Price hanno fatto presente il fattore rappresentato dalla “rivoluzione della fanteria” che si sviluppò all'inizio del XIV secolo, e David Eltis ha fatto notare che il vero cambiamento nell'uso delle armi da fuoco e nella tattica militare per sfruttarla appieno avvenne all'inizio del XVI secolo e non nel tardo XVI secolo come sostenuto da Roberts.
Altri hanno proposto uno sviluppo più tardo della rivoluzione militare. Così Jeremy Black ritenne che il periodo chiave in cui si stabilì il cambiamento fu il 1660–1710, che vide una crescita esponenziale delle armate europee, mentre Clifford J. Rogers ha sviluppato una teoria che presenta differenti rivoluzioni militari lungo i secoli, prima una “rivoluzione della fanteria” nel XIV secolo, poi una “rivoluzione dell'artiglieria” nel XV secolo, poi una “rivoluzione delle fortificazioni” nel XVI secolo, poi una “rivoluzione delle armi da fuoco” fra il 1580 ed il 1630, e infine una crescita della consistenza delle armate europee fra il 1650 ed il 1715. Similmente, Geoffrey Parker ha esteso il periodo della rivoluzione militare dal 1450 al 1800, il periodo in cui l'Europa ottenne il predominio militare sul resto del mondo. Alcuni storici hanno messo in discussione il carattere rivoluzionario di un processo lungo quattro secoli. Clifford Rogers ha suggerito che il fenomeno della rivoluzione militare sia comparabile alla teoria degli equilibri punteggiati con lunghi periodi di stasi e rapidi sporadici periodi di intenso cambiamento. 
Infine Ciro Paoletti ha negato che via stata alcuna rivoluzione militare prima dell'avvento dell'Era industriale, basandosi sul nessun cambiamento avvenuto quanto alla sostanza delle tattiche, alla strategia ed all'assetto sociale e istituzionale degli stati europei.

## Le armi da fuoco

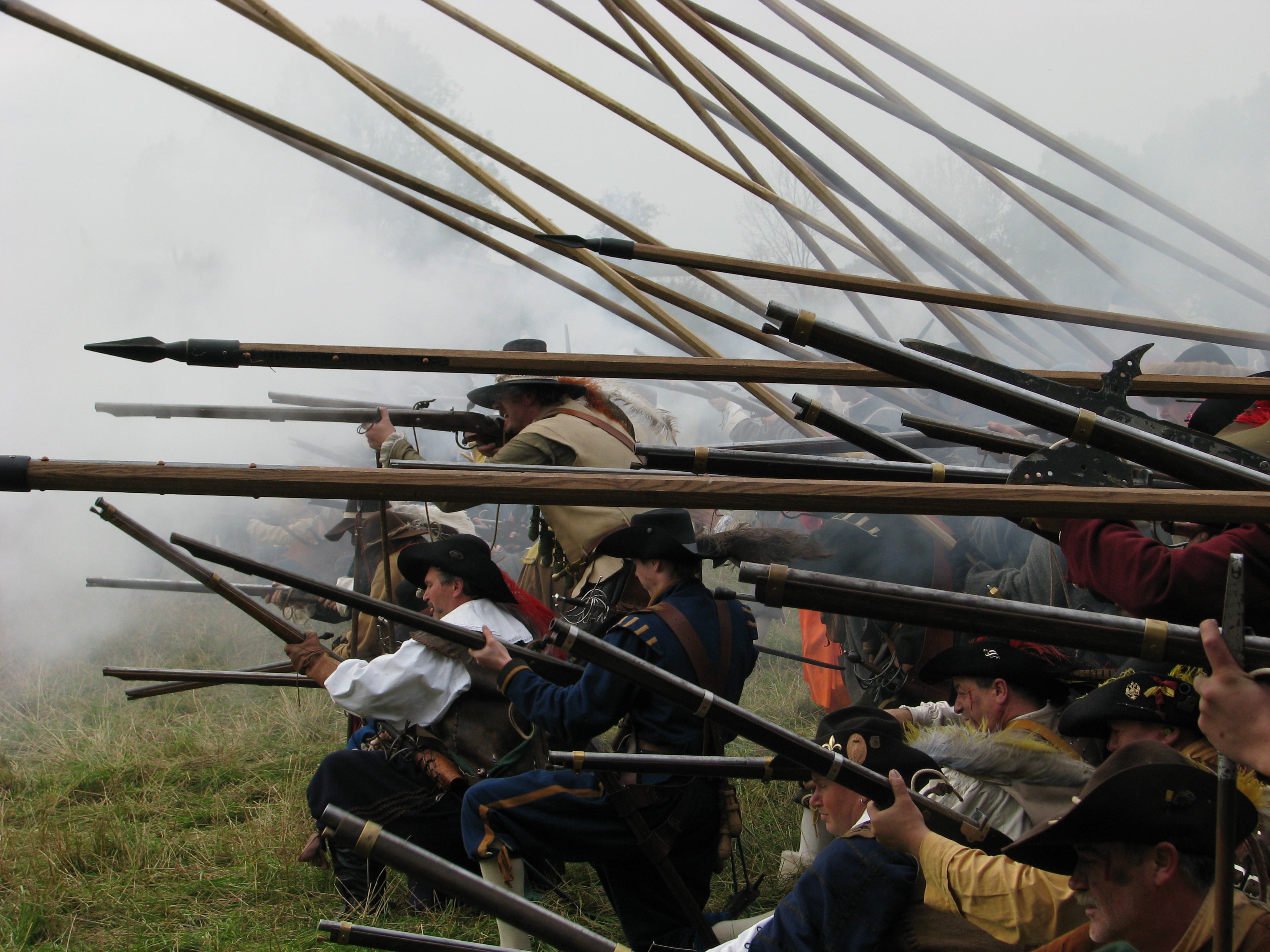
Ricostruzione di quadrato di picchieri e moschettieri.

Anche la condotta della battaglia in campo fu rivoluzionata dal diffondersi delle armi da fuoco, la forza dei combattenti fu superata dalla forza delle armi da fuoco. I quadrati di picchieri, che dominavano i campi di battaglia del Quattrocento e Cinquecento avevano ulteriormente ridotto l'importanza della cavalleria sul campo di battaglia, ma divennero vulnerabili contro l'artiglieria da campagna e il fuoco degli archibugi come nella battaglia di Ravenna. Furono inseriti, nei quadrati di picchieri, dei moschettieri nel rapporto di uno a tre. Il rapporto crebbe sempre più a favore degli moschettieri fino a raggiungere una proporzione 4:1 attorno al 1650.

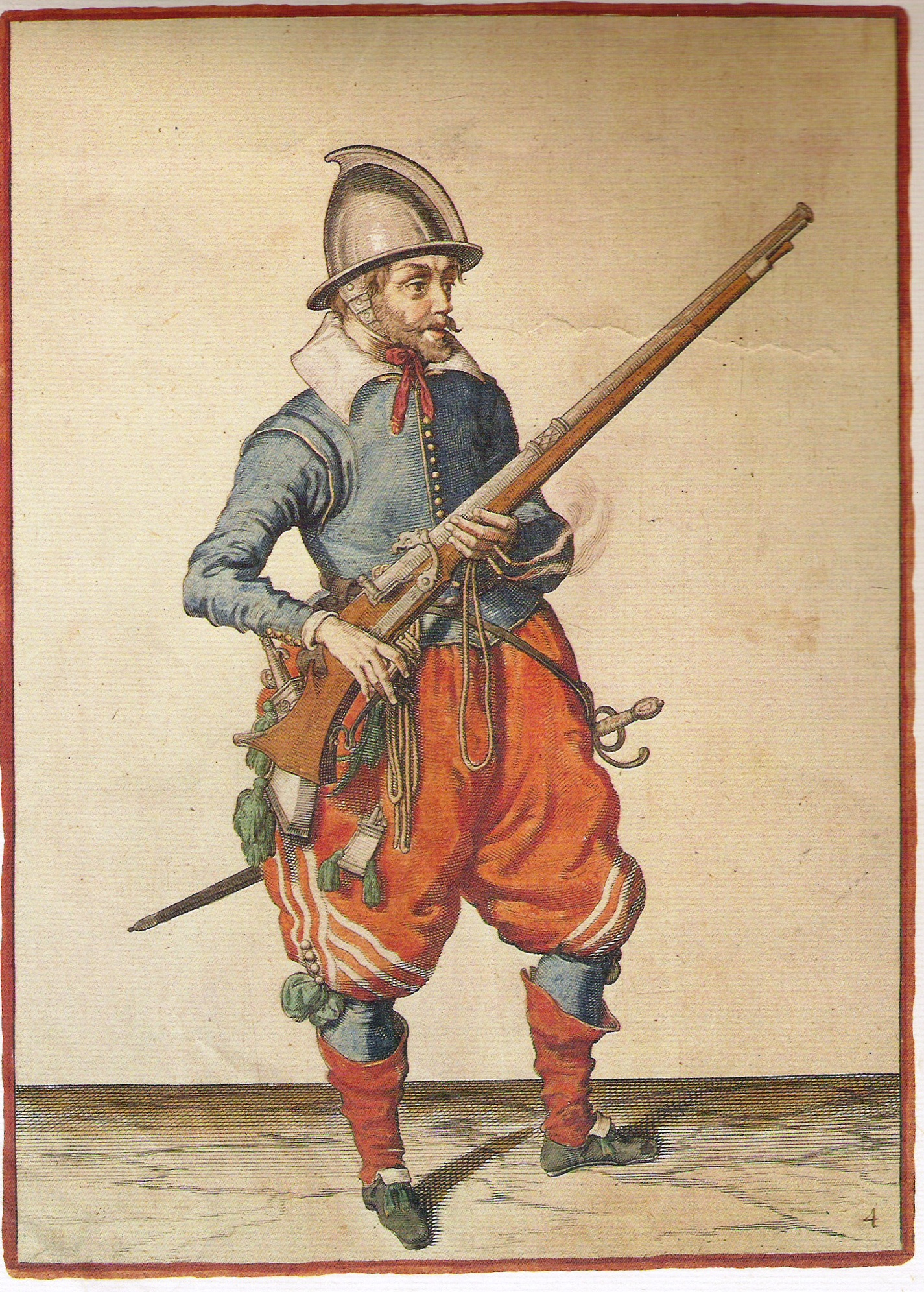
Moschettiere olandese del XVI secolo.

Il rateo delle armi da fuoco dell'epoca era molto lento: un moschettiere ben addestrato riusciva a sparare un colpo ogni due minuti. Questo implicava che dinnanzi a una carica di cavalleria poteva essere sparata una sola salva utile prima dell'impatto dei cavalieri, quindi i picchieri rimanevano a difesa dei moschettieri. Nel periodo fra il 1590 ed il 1600 l'esercito della Repubblica delle Sette Province Unite introdusse un'innovazione tattica, ispirata dagli studi delle tattiche dell'esercito romano, che permetteva di mantenere un fuoco continuo, in grado di fermare il nemico sulle sue posizioni: disponevano i moschettieri in sottili linee, la prima linea faceva fuoco e retrocedeva, la seconda linea faceva fuoco e retrocedeva, quando toccava alla decima linea, la prima aveva ricaricato ed era di nuovo pronta a far fuoco.
La tecnica fu affinata da Gustavo II Adolfo di Svezia facendo avanzare di dieci passi la linea pronta al fuoco e, grazie anche ai miglioramenti tecnologici dei moschetti, all'esercito svedese bastavano sei linee per mantenere un fuoco continuo. Le formazioni di fanteria sottili sono adatte per schieramenti difensivi ma manovrano con difficoltà e non sono efficaci in assalto, più il fronte è lungo più è difficile mantenere coesa la formazione o manovrare con rapidità; Gustavo Adolfo comprese bene che le colonne di assalto, come quelle impiegate dal suo avversario Tilly erano più veloci e flessibili, e ne fece uso quando lo ritenne necessario come nella battaglia dell'Alte Veste.
Gli eserciti cominciarono comunque ad usare schieramenti di fanteria più sottili seguendo una lenta evoluzione influenzata da considerazioni tattiche. Le armi da fuoco non raggiunsero, nel periodo, un vantaggio tale sulle altre specialità in battaglia da eliminarle, altre considerazioni potevano prevalere quali l'esperienza di battaglia dei soldati, il tipo di missione, di terreno, o la necessità di coprire un fronte anche con schieramenti ridotti. Il dibattito tra la linea di fanteria e la colonna fu portato avanti per tutto il XVIII secolo fino alle guerre napoleoniche e vide una temporanea prevalenza delle profonde colonne di fanteria nelle ultime campagne di Napoleone.
Al contrario la riduzione della profondità delle schiere della cavalleria fu un'innovazione di Gustavo Adolfo di Svezia che divenne permanente, insieme all'abbandono dell'uso della pistola in favore della sciabola portata in cariche al galoppo abbandonando la tecnica della caracolla intorno ai quadrati di fanteria in favore di un'azione di urto volta a scompaginare le linee di fanteria.

## Le tattiche
La tecnologia delle fortificazioni verticali iniziata nell'XI secolo aveva portato alla proliferazione di castelli in tutta Europa spostando la bilancia dell'equilibrio tra difesa ed attacco in favore della prima. Questo predominio si protrasse fino all'inizio del XV secolo, l'impiego dei cannoni d'assedio rovesciò momentaneamente il rapporto di forze fra assediati ed assedianti in favore di questi ultimi, fino a comportare la resa di un castello alla sola vista dei cannoni.

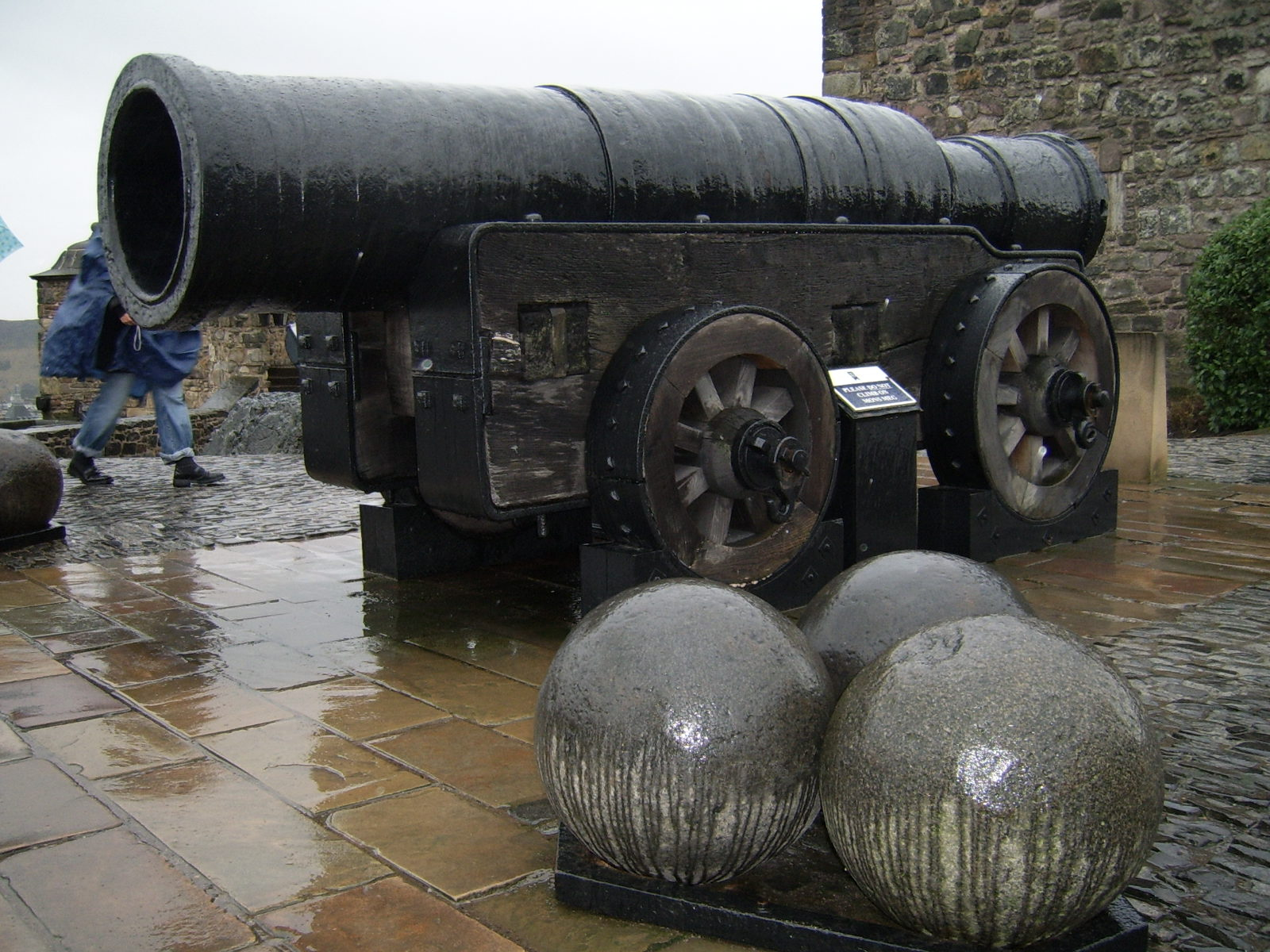
Vista laterale della bombarda d'assedio Mons Meg, conservata presso il Castello di Edimburgo.

Un esempio di tali cannoni è il Mons Meg costruito per il Duca di Borgogna nel 1449 del peso di 8,5 t del calibro di 500 mm. La mobilità limitata di queste armi ne limitava l'impiego contro fortezze accessibili da una via d'acqua. Ma, durante il XV secolo, lo sviluppo di cannoni di piccolo calibro e di maggiore mobilità permise, usati in gran numero, l'espugnazione di numerose fortezze tradizionali da parte dei francesi contro le città fortificate dell'Aquitania tenute dagli inglesi. Inoltre in 10 anni 1482-92 la corona spagnola espugnò le fortezze moresche del regno di Granada, ritenute per 200 anni inaffrontabili, grazie ad un parco di 180 cannoni d'assedio. La risposta alla bombarda d'assedio fu teorizzata da Leon Battista Alberti nel suo trattato De re aedificatoria scritto attorno al 1450 e pubblicato nel 1485. Le fortezze avrebbero dovuto avere una forma a stella e dotate di bastioni. Solo però alla fine del secolo iniziarono a costruirsi queste nuove fortificazioni di stile moderno, ad esempio bastione di S. Miniato a Firenze di Giovan Battista Belluzzi e Castel Sant'Angelo di Antonio Giamberti da Sangallo a Roma.
Le nuove fortificazioni avevano, però, un costo molto elevato, tanto che i debiti contratti da dalla repubblica di Siena per le nuove fortezze, le impedirono di arruolare un esercito di soccorso contro l'assedio dei fiorentini che si concluse con la resa di Siena nel 1555. Solo dopo il 1530 la trace italienne iniziò a diffondersi in Europa occidentale. Per esempio nei Paesi Bassi fra il 1529-72 furono costruite 43 chilometri di difese bastionate. La trace italienne fu esportata anche nei domini d'oltremare spagnoli e portoghesi. Le nuove fortezze richiedevano tempi molto lunghi per essere espugnate e grandi opere di contro-fortificazione per proteggere gli assedianti. Così l'equilibrio tra attacco e difesa si ristabilì dopo il Rinascimento in Europa. La diffusione delle fortificazioni ridusse l'importanza delle battaglie campali in favore degli assedi.

## Latrace italienne
Un altro cambiamento che avvenne nel tardo XV secolo fu lo sviluppo dell'artiglieria d'assedio che rese le vecchie fortificazioni molto vulnerabili. Ma la supremazia tattica dell'artiglieria non durò a lungo.
Come ha evidenziato Philippe Contamine, in un processo dialettico, che si può riscontrare in ogni periodo storico, i progressi nelle tecniche d'assedio comportarono progressi nelle fortificazioni e vice versa. L'invasione dell'Italia da parte di Carlo VIII di Francia nel 1494, con 40 cannoni su affusti trainati dai cavalli, dimostrò la potenza dell'artiglieria d'assedio ma fece nascere, proprio in Italia, nei primi anni del XVI secolo, nuove fortificazioni create per resistere al bombardamento dell'artiglieria. L'impatto della rivoluzione dell'artiglieria del XV secolo fu smorzato dalla creazione del Bastione e della trace italienne. La supremazia acquisita dal possedere un'efficiente artiglieria d'assedio contribuì a rafforzare l'autorità regia negli stati del tardo XV secolo che la possedettero.

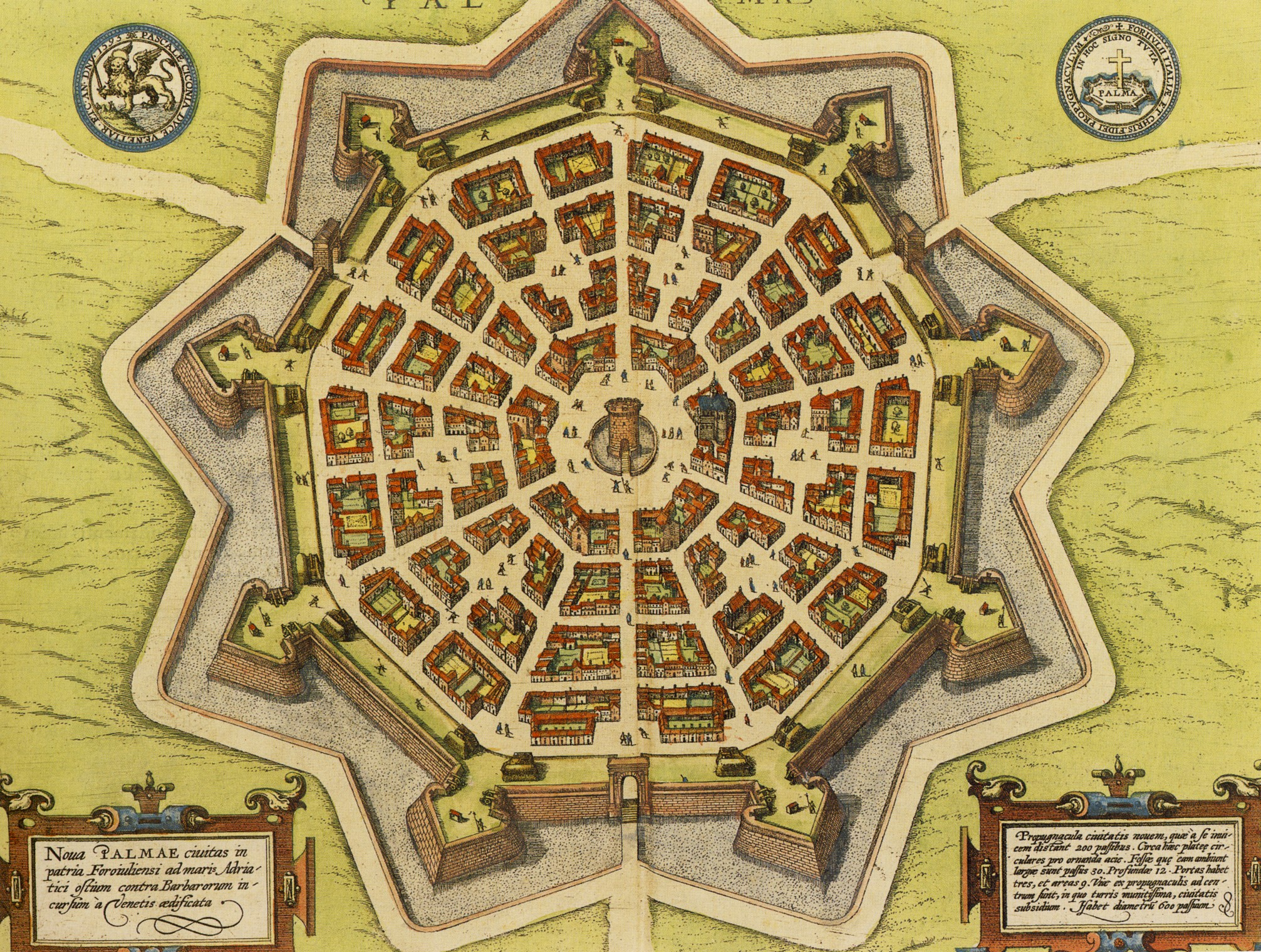
Pianta della città serenissima di Palmanova, fortificata alla moderna.

Geoffrey Parker, che seguì Roberts nello studio della rivoluzione militare, pose nuove questioni, iniziando col notare la sconfitta della linea di fanteria svedese da parte degli antiquati quadrati di picchieri e e moschettieri (i tercio) spagnoli nella Battaglia di Nördlingen del 1634. Parker suggerì che l'aspetto fondamentale della rivoluzione militare nell'Europa moderna non andasse individuato nelle tattiche di fanteria ma nell'innovazione nelle fortificazioni rappresentate dalla trace italienne. Dove vennero costruite o aggiornate le fortificazioni secondo le nuove dottrine di architettura militare che consideravano e massimizzavano l'utilizzo dell'artiglieria "La guerra diventava una serie di lunghi assedi", e le battaglie in campo aperto diventavano irrilevanti poiché non era possibile tenere un territorio che avesse al suo interno una fortificazione alla moderna (come era conosciuta la trace italienne nella sua terra d'origine) ancora in mano al nemico. Parker individua nelle aree dove la trace italienne si sviluppò una serie di conseguenze tra cui la crescita delle armate per condurre gli assedi, lo sforzo burocratico-logistico per rifornirli e le enormi spese per costruire ed aggiornare i propri forti secondo la trace italienne portarono, insieme all'insieme delle coeve innovazioni della guerra navale, allo stabilirsi della supremazia militare europea sul resto del mondo.

## Il declino della cavalleria

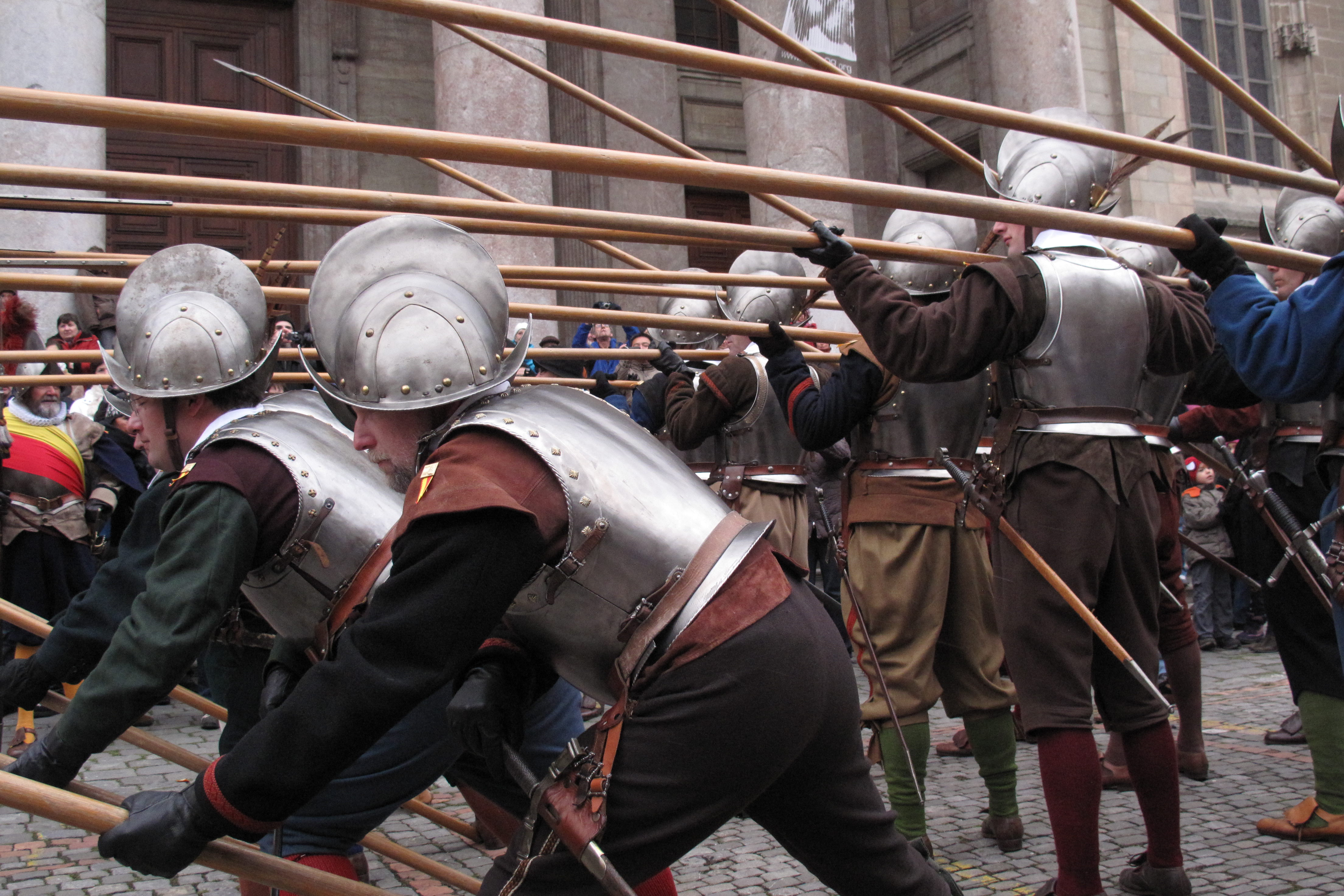
Rievocazione di picchieri svizzeri, posizione di resistenza a una carica di cavalleria (Ginevra, 2009)

Alcuni medievalisti elaborarono una proposta di una rivoluzione della fanteria che sarebbe avvenuta all'inizio del XIV secolo, quando, in molte importanti battaglie, quali la battaglia di Courtrai, la battaglia di Bannockburn o la battaglia di Halmyros la cavalleria pesante fu sconfitta dalla fanteria, tuttavia bisogna notare come in queste battaglie la fanteria fosse trincerata o i terreni fossero difficili, non adatti alla cavalleria. La cavalleria mantenne comunque il suo ruolo nei secoli successivi ma il cavaliere perse la sua aura di invincibilità e questo ebbe un'influenza sulle tattiche impiegate in seguito.
Più importante fu il ritorno della fanteria pesante come la definisce Carey. I picchieri, al contrario degli altri fanti, potevano sostenere in campo aperto una carica di cavalleria pesante. Mentre i picchieri richiedevano disciplina ed addestramento, non avevano bisogno del lungo addestramento personale, una vera e propria disciplina di vita, richiesta agli arcieri ed ai cavalieri, il lento cambiamento verso una prevalenza della fanteria pesante a scapito dei cavalieri e degli arcieri rese possibile l'incremento della grandezza delle armate dal tardo XV secolo in poi.

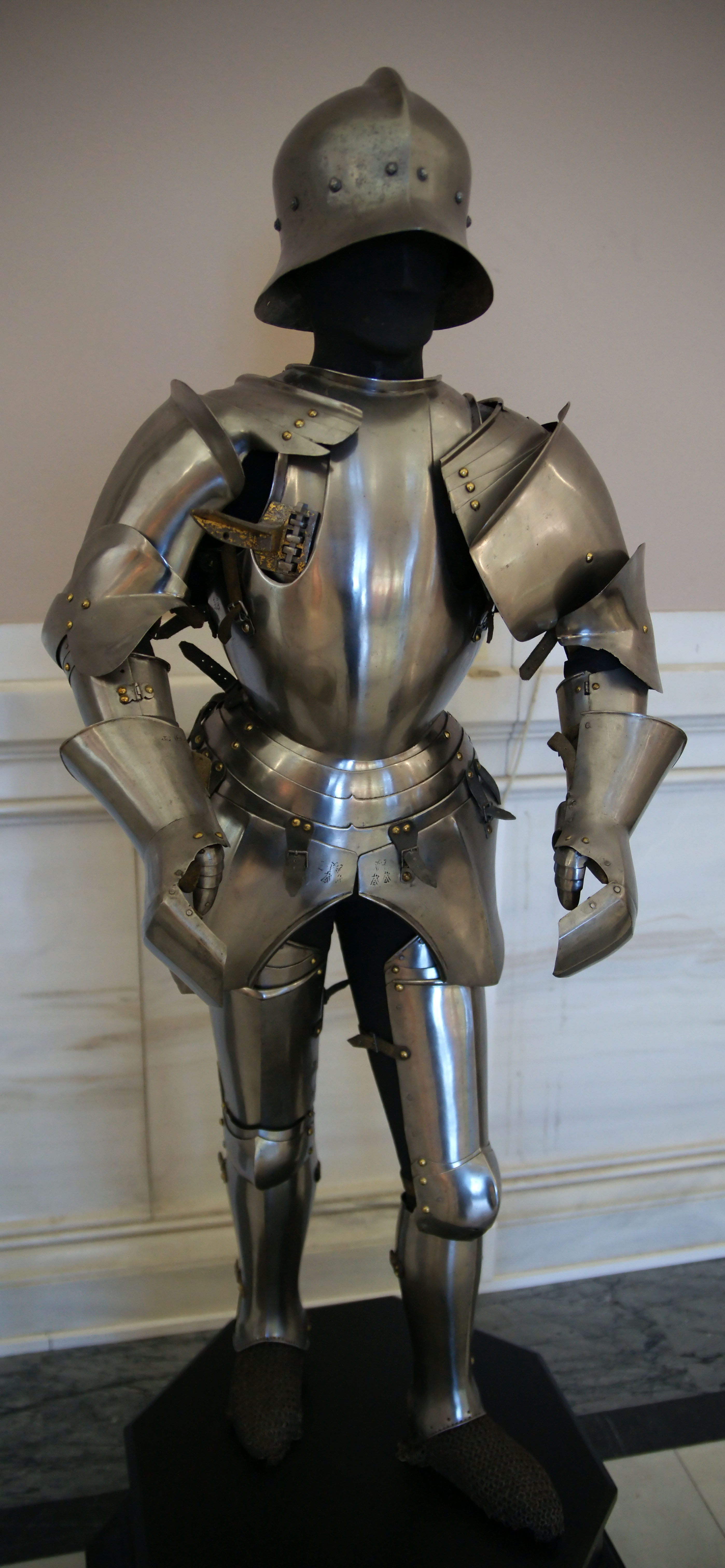
Armatura della fine del XV secolo, si noti la pesante resta incernierata sul lato destro della corazza del torace.

Il compimento dello sviluppo, nel XV secolo, dell'armatura a piastre, per cavaliere e cavallo, combinata con l'utilizzo della resta per la lancia, mantenne la forza in campo della cavalleria. Le battaglie potevano essere vinte dai picchieri e dagli arcieri ma per sfruttare la vittoria con l'inseguimento del nemico era necessaria la cavalleria. Nel XVI secolo si impose una cavalleria più leggera, meno costosa e più professionale, così da crescere in proporzione negli eserciti dell'epoca fino a superare la fanteria nelle ultime battaglie della guerra dei trent'anni come non era mai avvenuto prima dell'alto medioevo.

## Nella guerra navale
L'impiego delle armi da fuoco e i miglioramenti delle tecniche di navigazione comportarono una rivoluzione paragonabile a quella avvenuta sulla terraferma e creò i presupposti per l'egemonia occidentale sui mari del mondo nell'Età moderna.
Nonostante la creazione e l'impiego militare dei cannoni fosse una tecnologia sviluppata in Cina fin dalla metà del XIII secolo gli imperatori trascurarono il loro impiego navale che invece, in occidente, conobbe un grande sviluppo. Il primo utilizzo del cannone come mezzo antinave e non più solo antiuomo fu sviluppato dalla Repubblica di Venezia nel XVI secolo, con le sue galee che adottando un pezzo del calibro di 175 mm montato a centronave e sparante verso prua più altri 17 pezzi di minor calibro, erano in grado di affondare rapidamente una nave avversaria. L'evoluzione della galea fu la galeazza, più grande, più armata e dotata di vele che espresse la sua superiorità sulle galee nella battaglia di Lepanto. Il punto debole della galee e delle galeazze era il grande numero di uomini necessari per equipaggiarle, oltre 400 uomini, fra equipaggio, rematori e soldati; questo fattore ne limitava l'autonomia in mare. Tra il 1450 ed il 1650 il vascello a vela pesantemente armato di cannoni, conquistò il predominio sui mari. La tecnologia del veliero seguì una serie di tappe, dall'aumento delle dimensioni a parità d'equipaggio grazie ai miglioramenti nelle manovre, all'adozione di armi da fuoco per contrastare gli arrembaggi, poi, attorno al 1500, furono imbarcati cannoni ad avancarica in grado di sfondare gli scafi delle navi nemiche, montati nei ponti inferiori e sporgenti dai fianchi tramite portelli.

## Gli effetti
L'espansione dei commerci con le colonie, le spezie dall'Asia, l'argento dal Sudamerica, gli schiavi dall'Africa, era basata sull'uso della forza, possibile grazie ad una, almeno relativa, superiorità militare delle potenze occidentali.
Inoltre, ad ogni rinnovarsi dei conflitti europei, essi si estendevano anche alle colonie, dove si confrontavano gli eserciti coloniali, composti da un nucleo esiguo di soldati occidentali e da una moltitudine di truppe coloniali locali.
All'inizio i popoli indigeni combattevano con le armi tradizionali del popolo a cui appartenevano ed erano guidate da ufficiali indigeni, ma dalla metà del settecento i francesi iniziarono ad addestrare, equipaggiare le truppe coloniali con divise ed armi occidentali, dotandole di ufficiali francesi.

## Aspetti statistici

### Consistenza delle armate impiegate nelle campagne
Il totale delle forze armate di una data entità politica va nettamente differenziato dalla forza delle armate sul campo, unità tattiche in grado di condurre autonomamente una campagna militare. La crescita nel numero totale delle forze armate è stato considerato un fattore cruciale della rivoluzione militare. Sono state date due principali interpretazioni a questo fatto: è stato la conseguenza della crescita demografica ed economica del XVII e XVIII secolo oppure il principale fattore fu la crescita e l'ammodernamento dell'amministrazione dello stato e la sua centralizzazione.
Queste interpretazioni sono state oggetto di discussione, per esempio, lo storico dell'amministrazione militare spagnola, I.A.A. Thompson ha fatto notare come la crescita della grandezza delle armate spagnole nel XVI e XVII secolo contribuì al collasso economico dell'Impero spagnolo e alla debolezza dello stato centrale in favore delle autonomie periferiche. Mentre Simon Adams ha messo in questione la crescita stessa all'inizio del XVII secolo. Tuttavia la crescita è evidente nella seconda metà del XVII secolo, quando gli stati si fecero carico di arruolare direttamente le proprie truppe abbandonando il sistema di commissionare il compito ai vari condottieri, prevalentemente utilizzato fino alla fine della guerra dei trent'anni. L'organizzazione di un sistema di milizie locali e provinciali in molte nazioni (e la crescente importanza dei nobili locali, la cosiddetta refeudalizzazione degli eserciti, specialmente nell'Europa orientale) contribuì all'incremento del personale autoctono negli eserciti, anche se i mercenari stranieri rimasero una consistente percentuale degli eserciti dell'epoca.

### Crescita del numero dei soldati impiegati
La consistenza delle armate era fortemente condizionata dalla possibilità di approvvigionare i soldati, principalmente di cibo. Prima della metà del XVII secolo le armate si sostentavano attraverso il territorio che occupavano, non erano previsti convogli di rifornimento, anzi spesso erano costrette a muoversi per trovare altri territori da sfruttare. La massima grandezza rimase al di sotto delle 50.000 unità per la maggior parte del periodo.
Alla metà del 1500, le armate di Carlo V, sparse per tutto l'impero, assommavano a una cifra stimabile a 148.000 uomini. Questa cifra rimase un limite massimo insuperato per oltre un secolo. Solo dopo il 1670 le armate francesi raggiunsero i 200.000 uomini. Ma qui avvenne la grande espansione che portò le armate di Luigi XIV a quasi raddoppiare per il 1696. Gli avversari della Francia cercarono di mantenere il passo finché al 1710 si stimano 1.300.000 uomini sotto le armi.
Nella seconda parte del XVII secolo furono create delle reti di depositi collegate da linee di rifornimento, che permisero un'enorme crescita delle armate.